# عبد الرحمن ولد ميني
عبد الرحمن ولد ميني ولد في منطقة مقطع الحجار التابعة لولاية البراكنة. هو نقيب سابق في الجيش الوطني الموريتاني ونائب حاليا في البرلمان الموريتاني عن حزب تكتل القوى الديمقراطية.

## المحاولة الانقلابية سنة 2003
شارك في ثلاث محاولات انقلابية سنة 2003 و2004 في موريتانيا على نظام الرئيس الأسبق معاوية ولد سيدي أحمد الطايع مع صالح ولد حننا وآخرين في تنظيم عسكري سمي بـ«فرسان التغيير». عاد إلى موريتانيا قبل سقوط نظام معاوية ولد سيدي أحمد الطايع بأشهر صحبة الرائد صالح ولد حننا حيث كانا يخططان لانقلاب من جديد ضد الرئيس معاوية ولد الطائع، ولكن ألقي القبض عليه في منزل أحد أقاربه، وتم القبض بعد ذلك بأسابيع على القائد صالح ولد حننا في روصو جنوب البلاد.

## الحكم بالمؤبد
أصدرت المحكمة الجنائية الموريتانية يوم 2 فبراير 2005 في حق 100 عسكري ومدني شاركوا في الانقلاب حكم بالسجن المؤبد والأشغال الشاقة على عبد الرحمن ولد ميني حضوريا وصالح ولد حننا زعيم التنظيم العسكري «فرسان التغيير»، والرائدين محمد ولد شيخنا ومحمد ولد السالك غيابيا. وحكم بالسجن عشر سنوات على المدني سيد محمد ولد احريمو الذي تتهمه السلطات الموريتانية بأنه زعيم الجناح المدني لفرسان التغيير. وتراوحت الأحكام بالسجن من سنة ونصف إلى 15 سنة على بقية المتهمين.

## الخروج من السجن سنة 2005
صدر أمر بالإفراج عنه وعن زملائه بموجب عفو رئاسي قام به الرئيس إعلي ولد محمد فال يوم 30 أغسطس سنة 2005، فزاول النشاط السياسي مع زملائه، حيث أنشؤوا حزبا سياسيا بقيادة الرئيس صالح ولد حننا. لكن سرعان ما انسحبت مجموعة منهم عن هذا الحزب، وكان من بين المنسحبين النائب عبد الرحمان ولد ميني. وفي سنة 2007 فاز بمقعد في البرلمان الموريتاني فبات من أبرز قيادات حزب تكتل القوى الديمقراطية.

## إيقافه في مطار تونس قرطاج
انتشرت إشاعة في 28 يوليو 2015، بشأن إيقافه في مطار تونس قرطاج الدولي، أثناء عودته من السعودية، حيث كان يؤدي مناسك العمرة. سرعان ما كذبتها السلطات التونسية موضحة أنه لم يتم إيقافه وإنما تم منعه من دخول التراب التونسي لأسباب أمنية (مذكرة تفتيش دولية قديمة) ثم سمحوا له بدخول البلاد.